# Lincoln Silva
Lincoln do Vale Silva (nascido em 11 de abril  de  1997 em Guarapuava) é um ciclista brasileiro, membro da equipa Soul Brasil.

## Biografia
Em 2013, Lincoln Silva classifica-se segundo do campeonato do Brasil em estrada cadetes. Durante o ano 2015, toma o quarto lugar do campeonato do Brasil em estrada juniores.
Durando no ano 2016, Lincoln termina décimo sexto do campeonato do Brasil em estrada, entre os corredores elites. Sobre o calendário nacional brasileiro, é sobretudo terceiro de uma prova do Campeonato Paranaense e nono da Copa Cidade Canção.
Para a temporada de 2017, é contratado pela formação Soul Brasil, evoluindo ao degrau continental profissional. A revelação de três controles positivos em seu efectivo (João Gaspar, Kléber Ramos e Ramiro Rincón), em menos de dois mêses, treina não obstante a suspensão de todas competições internacionais para a formação até 12 de fevereiro. No mês de outubro, toma parte da sua primeira competição internacional por motivo da Volta à Turquia, prova que figura no calendário do UCI World Tour.

## Palmarés
- 2013
  - 2.º do campeonato do Brasil em estrada cadetes